# Saint-Hilaire-les-Courbes
 Saint-Hilaire-les-Courbes  (en occitano Sent Alari) es una comuna y población de Francia, en la región de Lemosín, departamento de Corrèze, en el distrito de Tulle y cantón de Treignac.
Su población en el censo de 2008 era de 160 habitantes.
Está integrada en la Communauté de communes de Vézère Monédières .

## Demografía
| 276 | 328 | 245 | 208 | 180 | 171 | 160 |
| Para los censos de 1962 a 1999 la población legal corresponde a la población sin duplicidades (Fuente: INSEE [Consultar]) |     |     |     |     |     |     |